# Lafayette (Town, Chippewa County)
Die Town of Lafayette ist eine von 23 Towns im Chippewa County im US-amerikanischen Bundesstaat Wisconsin. Im Jahr 2010 hatte Town of Lafayette 5765 Einwohner.
Town hat in Wisconsin eine grundlegend andere Bedeutung, als im übrigen englischsprachigen Bereich. Vielmehr entspricht sie den in den anderen US-Bundesstaaten üblichen Townships, die nach dem County die nächstkleinere Verwaltungseinheit bilden.

## Geografie
Die Town of Lafayette liegt im Westen Wisconsins und wird im Norden vom Lake Wissota begrenzt, einem Stausee des Chippewa River. Dessen Mündung in den die Grenze zu Minnesota bildenden Mississippi befindet sich rund 100 km südwestlich.
Die Koordinaten der geografischen Mitte der Town of Lafayette sind 44°55′30″ nördlicher Breite und 91°17′57″ westlicher Länge. Sie erstreckt sich über eine Fläche von 101,3 km², die sich auf 89,4 km² Land- und 11,9 km² Wasserfläche verteilen.
Die Town of Lafayette liegt im Süden des Chippewa County und grenzt an folgende Nachbartowns:
| Town of Eagle Point City of Chippewa Falls | Town of Anson                               | Town of Goetz                         |
| Village of Lake Hallie Town of Hallie      | Kompassrose, die auf Nachbargemeinden zeigt | Town of Sigel                         |
| Town of Seymour (Eau Claire County)        |                                             | Town of Ludington (Eau Claire County) |

## Verkehr
Der vierspurig ausgebaute Wisconsin State Highway 29 verläuft in West-Ost-Richtung durch die Town of Lafayette. Alle weiteren Straßen sind untergeordnete Landstraßen oder teils unbefestigte Fahrwege.
Parallel zum WI 29 verläuft für den Frachtverkehr eine Eisenbahnstrecke der zur Canadian National Railway gehörenden Wisconsin Central.
Der nächste Flughafen ist der Chippewa Valley Regional Airport in Eau Claire (rund 20 km westsüdwestlich).

## Bevölkerung
Nach der Volkszählung im Jahr 2010 lebten in der Town of Lafayette 5765 Menschen in 2273 Haushalten. Die Bevölkerungsdichte betrug 64,5 Einwohner pro Quadratkilometer. In den 2273 Haushalten lebten statistisch je 2,53 Personen.
Ethnisch betrachtet setzte sich die Bevölkerung zusammen aus 97,6 Prozent Weißen, 0,3 Prozent Afroamerikanern, 0,5 Prozent amerikanischen Ureinwohnern, 0,5 Prozent Asiaten sowie 0,2 Prozent aus anderen ethnischen Gruppen; 1,0 Prozent stammten von zwei oder mehr Ethnien ab. Unabhängig von der ethnischen Zugehörigkeit waren 0,8 Prozent der Bevölkerung spanischer oder lateinamerikanischer Abstammung.
22,9 Prozent der Bevölkerung waren unter 18 Jahre alt, 63,3 Prozent waren zwischen 18 und 64 und 13,8 Prozent waren 65 Jahre oder älter. 49,3 Prozent der Bevölkerung war weiblich.
Das mittlere jährliche Einkommen eines Haushalts lag bei 65.938 USD. Das Pro-Kopf-Einkommen betrug 29.015 USD. 6,8 Prozent der Einwohner lebten unterhalb der Armutsgrenze.

## Ortschaften in der Town of Lafayette
Auf dem Gebiet der Town of Lafayette liegen neben Streubesiedlung noch folgende gemeindefreie Siedlungen:
- Bateman
- Lake Wissota